# Nico Brunner
Nico Brunner (* 17. September 1992 in Villach) ist ein österreichischer Eishockeyspieler, der seit 2024 bei den Graz 99ers in der ICE Hockey League unter Vertrag steht.

## Karriere

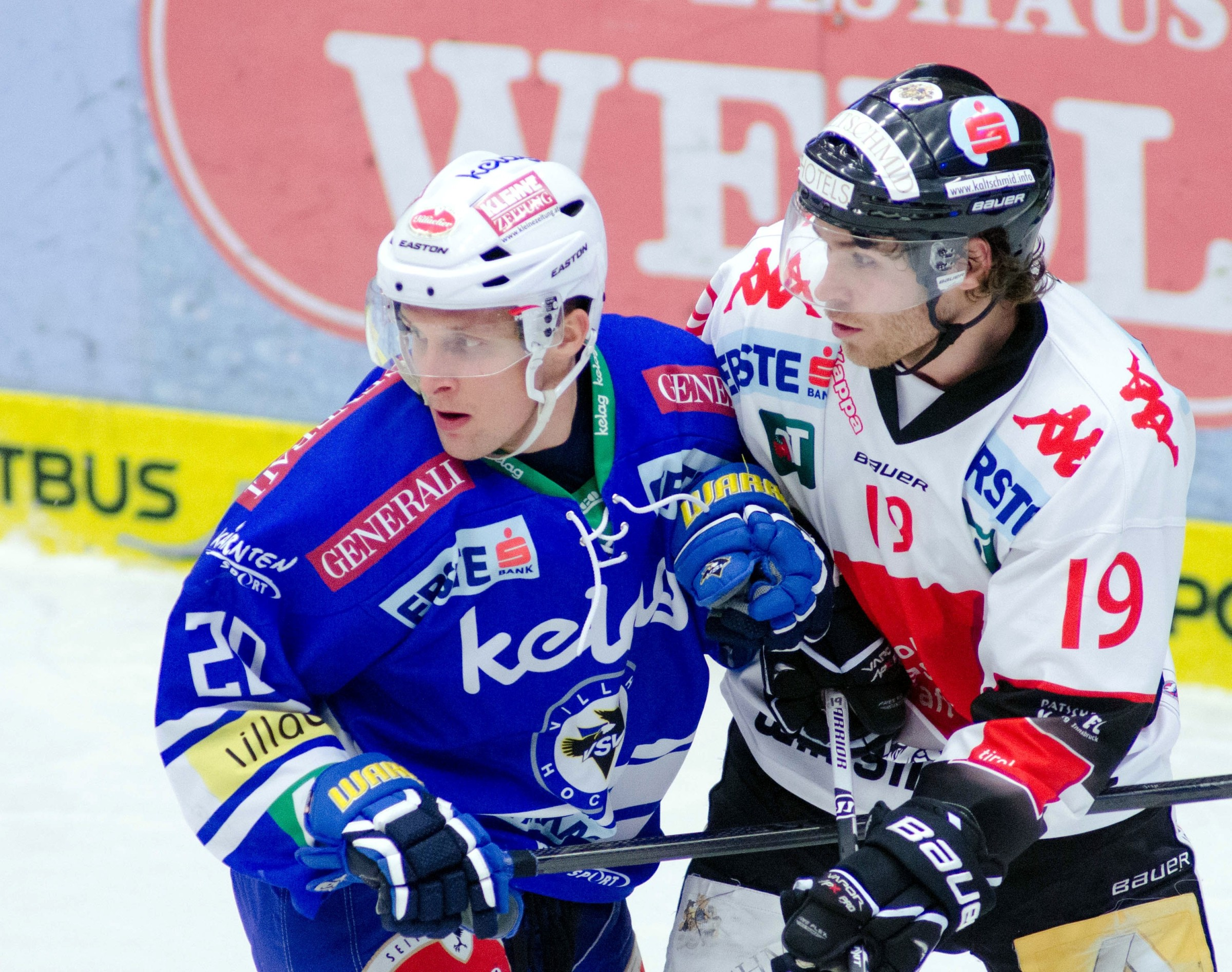
Nico Brunner (li.) im Zweikampf mit Tyler Donati

Nico Brunner stammt aus dem Nachwuchsbereich des EC VSV und gewann mit der U20-Mannschaft des Klubs 2011 und 2012 die österreichische Meisterschaft dieser Altersklasse. Zur Saison 2012/13 als Juniorenspieler in den Profikader aufgenommen, verbrachte den Großteil der Saison jedoch bei den U20-Junioren. Ab der Saison 2013/14 gehörte er zum Stammkader des EC VSV in der österreichischen Eishockeyliga, wobei er dafür von der Stürmer- auf die Verteidigerposition wechselte.
Nach vielen Jahren im Verein verließ Brunner im Juni 2022 den VSV und entschied sich für einen Wechsel zu den Vienna Capitals. Zwei Jahre später wechselte er gemeinsam mit Lukas Kainz zu den Graz 99ers.

### International
Brunner debütierte am 5. November 2015 beim 2:1-Erfolg nach Verlängerung gegen Südkorea in Kattowitz in der österreichischen Nationalmannschaft, für die er bisher fünf Länderspiele absolvierte.

## Erfolge und Auszeichnungen
- 2011 Österreichischer U20-Meister mit dem Villacher SV
- 2012 Österreichischer U20-Meister mit dem Villacher SV

## Karrierestatistik
(Legende zur Spielerstatistik: Sp oder GP = absolvierte Spiele; T oder G = erzielte Tore; V oder A = erzielte Assists; Pkt oder Pts = erzielte Scorerpunkte; SM oder PIM = erhaltene Strafminuten; +/− = Plus/Minus-Bilanz; PP = erzielte Überzahltore; SH = erzielte Unterzahltore; GW = erzielte Siegtore; 1 Play-downs/Relegation; Kursiv: Statistik nicht vollständig)